# 克龙斯哈根
克龙斯哈根（德語：Kronshagen，發音：[kʁoːnsˈhaːɡn̩]）是德国石勒苏益格-荷尔斯泰因州伦茨堡-埃肯弗德县的市镇，面积5.34平方千米，2023年12月31日人口为11,854人。